# Montredon-Labessonnié
Montredon-Labessonnié – miejscowość i gmina we Francji, w regionie Oksytania, w departamencie Tarn.
Według danych na rok 1990 gminę zamieszkiwało 2111 osób, a gęstość zaludnienia wynosiła 19 osób/km² (wśród 3020 gmin regionu Midi-Pireneje Montredon-Labessonnié plasuje się na 169. miejscu pod względem liczby ludności, natomiast pod względem powierzchni na miejscu 11.).